# Mico nigriceps
Lo uistitì testanera (Mico nigriceps Ferrari & Lopes, 1992) è un primate platirrino della famiglia dei Callitricidi.
Vive nella foresta pluviale della zona compresa fra i fiumi Madeira e Aripuana, nel bacino amazzonico.
Misura circa mezzo metro di lunghezza, di cui più della metà spetta alla coda, per un peso di circa 370g.

Il pelo è grigio-olivaceo sul dorso e sui fianchi, sfuma nel giallastro sulle zampe anteriori e man mano nell'arancio su ventre e zampe posteriori. La coda è cilindrica e nera, così come la testa (da qui il nome comune), fatta eccezione per la faccia e le orecchie che sono nude e grigie.